# San Vito di Fagagna
San Vito di Fagagna é uma comuna italiana da região do Friuli-Venezia Giulia, província de Udine, com cerca de 1.617 habitantes. Estende-se por uma área de 8 km², tendo uma densidade populacional de 202 hab/km². Faz fronteira com Coseano, Fagagna, Mereto di Tomba, Rive d'Arcano.

## Demografia
| Variação demográfica do município entre 1861 e 2011                               |
|                                                                                   |
| Fonte: Istituto Nazionale di Statistica (ISTAT) - Elaboração gráfica da Wikipedia |